# Rådstugan, Stockholm

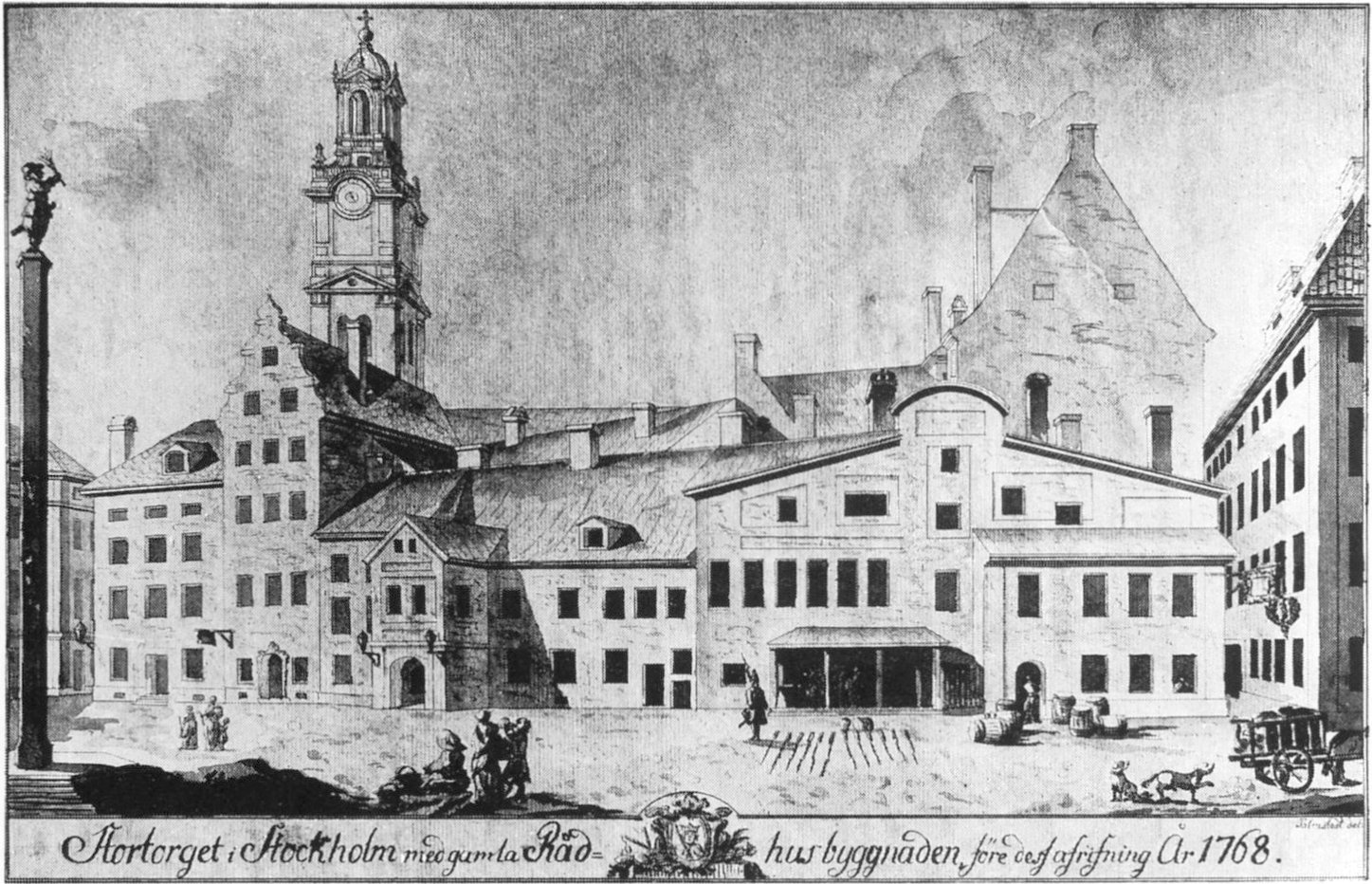
Rådstugan 1768 före rivningen. Längst till vänster i bilden skymtar skampålen med "Koppar-Matte" som idag finns på Stockholms stadsmuseum. Ritning av Börshusets arkitekt Erik Palmstedt

Rådstugan var från 1300-talet Stockholms rådstuga (rådhus), belägen i kvarteret Rådstugan vid Stortorget i Gamla stan. Rådet flyttade 1732 till Bondeska palatset, vid vilken tid rådstugan bestod av en samling byggnader med delvis medeltida ursprung. Byggnaderna revs 1768 för att ge plats åt det nutida Börshuset. I rådstugan fanns Stockholms rådhusrätt och häkte, och den var även säte för stadens råd eller magistrat.

## Historik
Rådstugan låg vid Stortorgets norra del, alltså i medeltida Stockholms absoluta mitt. Rådstugan omnämndes första gången 1330 i samband med att den eldhärjades. Själva byggnaden var till en början bara en av ett tiotal fastigheter mellan Storkyrkan och torget. Under 1600- och 1700-talet förvärvade staden de övriga byggnaderna.
Den senmedeltida rådstugan upptog den östra delen av kvarteret. Huset har byggts om och till under flera hundra år och bestod slutligen av ett oöversiktlig samling olika utrymmen fördelade på fem våningsplan. Mycket litet är känt om dess utformning och planlösning. Uppmätningsritningar från 1700-talet visar att det vid medeltidens slut bland annat fanns en rådssal och ett rum för stadsskrivaren en trappa upp och en arrestlokal samt stadens vinkällare i bottenvåningen (se Storkällaren). Strax innan byggnaderna i kvarteret revs avbildades det gamla (då redan ur bruk tagna) rådhuset av Erik Palmstedt, då vice stadsarkitekt i Stockholm.
Stockholm fick under medeltiden aldrig något monumentalt rådhus på samma sätt som i hansestäderna, exempelvis Lübeck, Stralsund och Reval. Enligt historikern Göran Dahlbäck kan det ha varit ett uttryck för att Stockholm stod under kungamaktens kontroll, medan städer som Lübeck och Stralsund kunde demonstrera sin självständighet genom ett monumentalt och av handeln påkostat rådhus.

## Ritningar
Planritningar över rådstugan år 1732:

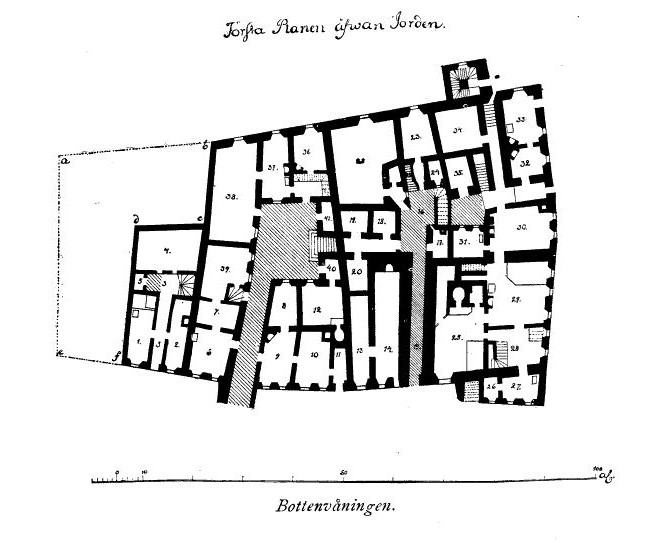
Bottenvåning
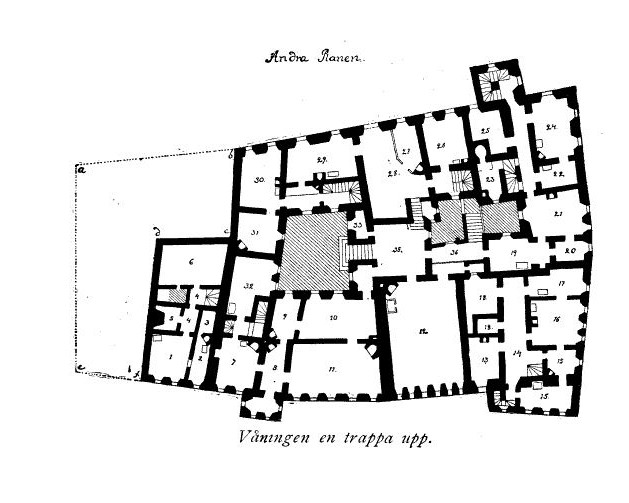
Våning 1 trappa
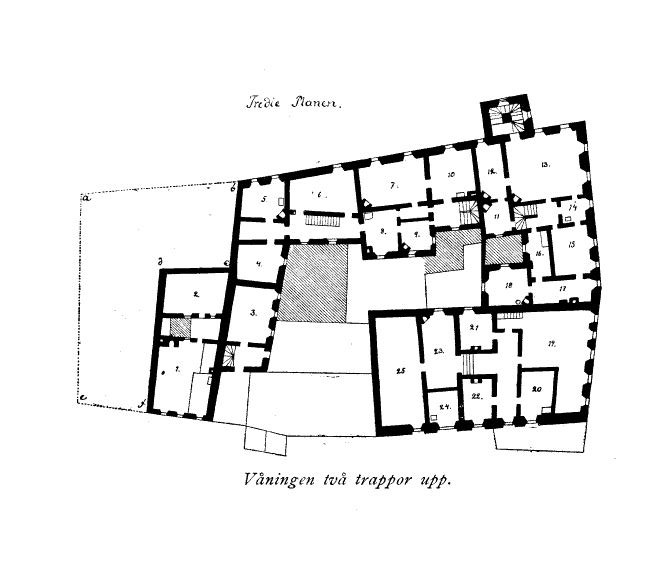
Våning 2 trappor
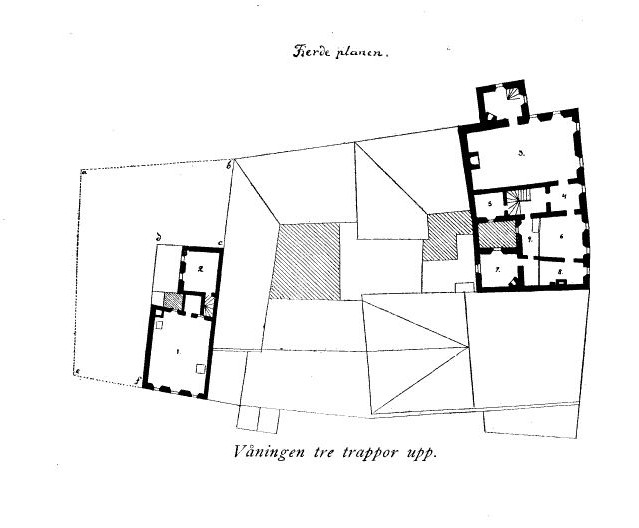
Våning 3 trappor
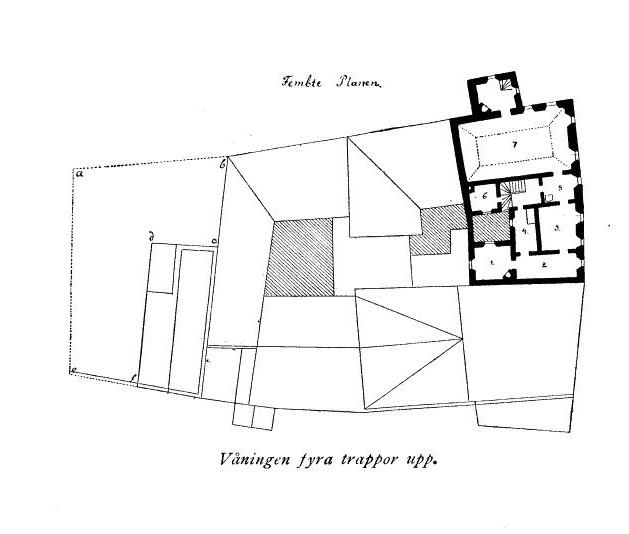
Våning 4 trappor

### Webbkällor
- Stockholmskällan: Stortorget i Stockholm med gamla Rådhusbyggnaden innan dess afrifning 1768
- Förteckning på de befintliga Logementer i Gambla Rådhuset på Stortorget efter bijfogade rithningar (1732)